# Démographie du Massif central
 (août 2008).
Si vous disposez d'ouvrages ou d'articles de référence ou si vous connaissez des sites web de qualité traitant du thème abordé ici, merci de compléter l'article en donnant les références utiles à sa vérifiabilité et en les liant à la section « Notes et références ».
 (mars 2022).
Cet article décrit la démographie du Massif central qui, avec une population d'un peu plus de 3 750 000 habitants, présente une densité d'environ 50 hab./km2, ce qui est inférieur de moitié à la moyenne nationale. Cette situation s’explique par une évolution historique originale.
Jusqu’en 1975, les soldes migratoires sont continuellement négatifs dans l’espace rural. Or, par sa sélectivité, l'émigration touche particulièrement les jeunes gens. Il en résulte un vieillissement, une dénatalité préoccupante et finalement des bilans naturels négatifs (excédent des décès sur les naissances). Certes, la dépopulation n'atteint pas cette intensité en tous lieux et à toutes les périodes mais la crise concerne la majeure partie d'un Massif central qui détenait 13 % de la population française au milieu du XIXe siècle et n'en possède plus que 6 % aujourd'hui.

## Histoire
À la fin du XVIIIe siècle, le Massif central est une région à forte natalité (20 à 30 % ou pour mille ?!), mais à solde naturel modeste en plaine du fait d’une forte mortalité ; les hautes terres présentent des balances naturelles plus nettement positives, expliquant une accumulation démographique sur place et le recours aux migrations temporaires. Cette situation persiste jusqu’au milieu du XIXe siècle ; puis la balance se dégrade, voire devient négative ; la natalité recule peu à peu alors que les taux de mortalité restent élevés. 

### Première moitié du XIXesiècle
La Première moitié du XIXe siècle est la période du maximum démographique de la région avec cinq millions d’habitants avec une population majoritairement rurale. Les densités sont souvent supérieures à 50 hab./km2, atteignant même 100 hab./km2 (Limagnes du sud, Cévennes, Beaujolais…) ; seuls les hautes surfaces au-dessus de 1 000 m, notamment dans la partie méridionale (Causses), ne dépassaient guère les 30 hab./km2, chiffre encore élevé compte tenu de la médiocrité des milieux.
L’occupation rurale se double d'une armature de petites cités marchandes au contact des différents « pays », de villes-évêchés ou de pèlerinage, de rares villes industrieuses et surtout de grosses bourgades… Le thermalisme, précocement développé, favorise également l’essor de stations bien équipées, singulièrement avec la venue du chemin de fer (Vichy, Le Mont-Dore-La Bourboule).

### Deuxième moitié du XIXesiècle
À partir de la deuxième moitié du XIXe siècle, par une inversion de situation remarquable, le Massif central connaît un effondrement démographique ; le recul est souvent précoce (dès le début du XIXe siècle dans le Cantal, l’Aubrac et les Causses), devenant très important de 1890 à 1914. Dans beaucoup de communes rurales, entre la moitié et les deux tiers de la population disparait. L'exode est tel que l'on invente le thème du Massif central « pôle répulsif » qui envoie des émigrants vers les plaines : bassin aquitain, Bas-Languedoc, couloir rhodanien mais surtout bassin parisien. D’après le géographe P. Estienne, les hautes terres ont fourni près d’un million de migrants entre 1831 et 1911.

### Première moitié du XXesiècle
La première moitié du XXe siècle confirme largement ces tendances : alors que les taux de fécondité sont encore forts (à l’exception des départements les plus urbanisés comme la Loire ou la Haute-Vienne), la natalité poursuit sa chute en lien avec un exode massif et la dégradation des pyramides des âges qui l’accompagne. Privé de ses jeunes et de plus en plus vieilli, le Massif central devient un bastion de faible natalité et de forte mortalité apparente, même si les progrès de l’encadrement médical et sanitaire sont évidents. 

### Deuxième moitié du XXesiècle
À la fin des années 1950, le bilan départemental est toutefois inégalement défavorable : sauf dans la Creuse, les naissances l’emportent sur les décès, mais cet excédent est modeste et aucun département du Massif central n’atteint le taux moyen de natalité français. Les régions possédant alors une forte vitalité se limitent à quelques terres de montagne : massif cantalien, Aubrac, Margeride, centre-ouest de l’Aveyron… À l’opposé, les régions déficitaires regroupent déjà les bas et moyens plateaux cristallins (Marche, Combraille, plateaux corréziens, Livradois-Forez, plateaux de la Chaise-Dieu), les Causses ou la bordure orientale du Vivarais aux Cévennes. Les taux urbains sont plus élevés que les taux ruraux moyens. 
À partir de 1962, le déficit naturel s’annonce brutalement dans les monts du Cantal ou les Ségalas, et la dénatalité devient à peu près générale à la fin des années 1970 en dehors de quelques aires urbaines ou des Monts du Lyonnais ; cette crise démographique s’accompagne d’une forte baisse de la fécondité des ménages restés au pays et n’empêche pas l’exode dans la plupart des communes rurales ainsi que dans les bassins industriels en crise. Jusqu’en 1975, les soldes migratoires sont négatifs dans la quasi-totalité des communes rurales du Massif central.
Entre 1968 et 1975, l’excédent des décès dépasse 6 500 par an, pour atteindre 9 000 entre 1975 et 1982 puis retomber à 4 500 entre 1982 et 1990 et à 6 000 entre 1990 et 1999. Contrairement à une idée reçue, cette aggravation n’est pas principalement due à une augmentation de nombre de décès pour cause de vieillissement : c’est bien le recul du nombre de naissances qui est en cause, avec une accentuation du déficit jusqu’en 1993. 
Pour tout le Massif central, le taux de mortalité s’est « amélioré » en passant de 12,7 % (... ou plutôt pour mille ?!) entre 1982 et 1990 à 10,1 % entre 1990 et 1999. Mais ces mêmes taux étaient respectivement de 9,7 et 9,2 % sur la moyenne française. En parallèle, et toujours sur les deux périodes, les taux de natalité du Massif central sont tombés de 11,1 à 10,1 %, ce qui est inférieur de 2,8 points à la moyenne de l’Hexagone. Désormais, les seuls excédents sont observés dans les pôles urbains principaux et leurs zones de proximité immédiate (Val d’Allier d’Issoire à Moulins avec l’importante auréole clermontoise ; foyer de Limoges, bassins de Montluçon, Aurillac ou Brive ; pays de Cahors, Rodez, Millau ou Mende ; périphéries de Lyon-Saint-Étienne vers l’Yssingelais). Les situations les plus graves concernent le nord-ouest du Massif central (montagne limousine, Marche, Bocage bourbonnais, Combrailles), le Morvan, une partie des monts d’Auvergne (Cézallier), le Livradois et le Forez, la Margeride et le Vivarais. 

#### Décennies 1990
Le Massif central a encore perdu plus de 40 000 personnes entre 1990 et 1999. Toutefois, certains territoires se signalent par une légère amélioration (Puy-de-Dôme, Haute-Loire, Loire, Rhône, Lot). Certes, le solde naturel reste souvent négatif (à la différence des Vosges, du Jura ou des Alpes en dehors de quelques secteurs méridionaux) mais le bilan migratoire est devenu légèrement positif depuis 1990 ; désormais, l’ouest du Limousin, les cantons méridionaux, les Limagnes ou la bordure orientale constituent des zones d'accueil avec le soutien actif des collectivités territoriales.
À l’échelle départementale, le déficit naturel reste marqué dans le Limousin (Creuse, Corrèze), le Morvan, le Bourbonnais mais aussi dans une moindre mesure au sud (Cantal, Lot, Lozère, Aveyron). Des excédents sont enregistrés dans le Puy-de-Dôme, la Loire ou le Rhône, voire très modestement en Haute-Loire ou Ardèche ; ce qui témoigne de la proximité des grandes agglomérations, de l’extension de phénomènes de périurbanisation ou de l’installation de jeunes néo-ruraux.
Alors qu’entre 1982 et 1990, le déficit migratoire atteignait encore 9 000 personnes, la période 1990-1999 est caractérisée par un renversement historique, avec un excédent de plus de 27 000 personnes qui recouvre l’arrivée d’environ 359 000 migrants (et le départ de 332 000 individus). Cette nouvelle attractivité concerne aussi bien les périphéries des principales agglomérations que le Morvan, le nord des Combrailles, une partie du Bocage bourbonnais, la montagne et les plateaux de l’ouest Limousin, l’essentiel du Lot, le Livradois-Forez, le Velay, l’Aubrac, les Grands Causses, une partie de la Margeride, les Cévennes ou le Vivarais sud-oriental. Par contre, les cœurs des principales villes, la Haute-Auvergne montagnarde, la Sologne bourbonnaise, la Basse-Marche, le bassin stéphanois, le sud-ouest de l'Aveyron ou le nord Ardèche sont moins bien lotis.

### Décennies 2000
Entre 1999 et 2006, cette attractivité s’est encore renforcée, souvent avec le soutien des collectivités territoriales qui engagent des « politiques d’accueil ». Désormais, à l’échelle départementale, seule la Loire enregistre un déficit. La croissance moyenne annuelle liée au solde migratoire est faible (+ 0,2 à + 0,3 %) dans l’Allier, le Puy-de-Dôme ou le Cantal, mais dépasse 0,6 % en Limousin, Aveyron, Haute-Loire, pour atteindre 0,9 à 1 % au sud (Lot, Lozère, Ardèche) ou dans le Rhône. C’est bien ce bilan migratoire, de plus en plus favorable, qui compense le déficit naturel en Haute-Vienne ou Corrèze, dans le Lot, l’Aveyron, la Lozère, l’Aude ou l’Hérault, l’Ardèche ou la Haute-Loire. 
La «qualité » des migrants varie beaucoup et notamment leur âge : depuis la région parisienne, les métropoles lyonnaise, toulousaine, marseillaise ou bordelaise, des retraités sont nombreux à s'installer dans le sud ou l'ouest du Massif central, tandis que l’on note un déficit de jeunes actifs entre 18 et 29 ans ; ces derniers achevant leurs études dans les centres universitaires extérieurs ou partant à la recherche d’un premier emploi dans des régions perçues comme « dynamiques ». Les 30-50 ans, accompagnés ou non de leurs enfants, sont plus nombreux à venir ou à revenir qu’à quitter le Massif central. De tels flux expliquent le léger excédent de jeunes de moins de 16 ans.

## Répartition de la population
Désormais, les densités humaines sont généralement très basses. Dans les campagnes, les densités se tiennent souvent entre 10 et 20 h/km2, rarement au-dessus (plaines d’Allier et de Loire, Ségalas, bas-pays limousin, Yssingelais), et déjà quelques taches de très basses densités (< 10) couvrent de vastes ensembles (Margeride, plateaux de la Chaise-Dieu, Aubrac, haut Cantal et Cézallier, Montagne limousine, Causses, Cévennes, Vivarais, Monts de Lacaune, Monts de l'Espinouse, Montagne Noire…). Les auréoles de densités plus élevées sont réduites aux rayons urbains et périurbains dont l'ampleur dépend étroitement de la taille de l'agglomération ; c'est ainsi que l'on repère sans difficulté sur la carte les influences positives de Brive-Tulle, de Guéret, de Limoges, de Rodez-Decazeville-Figeac, de Clermont-Ferrand-vichy-Thiers ou de Saint-Étienne, voir de Lyon.  

### Urbanité et ruralité
Le poids des héritages ruraux fait que la part des campagnards est toujours forte : majoritaire jusque dans les années 1960, ce monde rural conserve encore plus du tiers des habitants avec des taux records dans le Cantal, la Lozère ou la Creuse. D’après l’INSEE, les aires urbaines couvrent un quart de l’espace du Massif et concentrent un peu plus de 60 % de ses habitants, Toutefois, l'examen des cartes montre que l'on a souvent conclu trop vite à l'absence d'un véritable réseau urbain, hiérarchisé et fonctionnel. La formule est excessive car le Massif ne manque pas d’organismes urbains et on observe une trame régulière de bourgs-centres, de petites villes (36 de 5 à 10 000 habitants, 78 de moins de 5 000 ; 76 % des unités urbaines du Massif ont donc moins de 10 000 habitants et rassemblent 12 % de sa population citadine) et des villes moyennes de niveau supérieur (Roanne, Alès, Brive, Montluçon, Vichy, Castres, Le Puy, Moulins, Rodez, Aurillac, Mazamet, Annonay, Aubenas, Cahors, Millau, Thiers). Manifestement, aucun espace n'échappe à leur polarisation. En outre, à la tête du réseau, on reconnaît trois métropoles régionales (limoges, Clermont-Ferrand et Saint-Étienne qui assurent un bon contrôle et possèdent des activités tertiaires de commandement, du moins jusqu'à un certain stade. Les capitales régionales extérieures (Lyon, Montpellier, Toulouse) dont on redoute l'influence excessive, n'interviennent directement que sur des espaces bordiers, finalement limités.